# JavaBB
JavaBB es un proyecto de gestor de foros en Java basado en el conocido Proyecto de PhpBB, desarrollado por un grupo de programadores brasileños.

## Requisitos
- Apache Tomcat / JBoss (u otro Web server de JSP)
- PHP
- MySQL/Postgre SQL
- Java
- computadora
- una panela

## Enlaces
- JavaBB
- Blog del creador de JavaBB

- Datos: Q9011145